# Aminta Fieschi
Aminta Fieschi (Vescovato, 6 luglio 1904 – Genova, 24 novembre 1991) è stato un medico italiano.

## Biografia
Figlio di Roberto, medico condotto, e di Antonietta Cicognini, Aminta Fieschi si laureò in Medicina e Chirurgia all'Università di Pavia nel 1928. Allievo di Adolfo Ferrata, Fieschi si specializzò a Kiel in Istologia nel 1931 e a Vienna in Gastroenterologia nel 1938.
Nel 1946, per un breve periodo, fu direttore della Clinica a seguito della morte di Ferrata. Nell'anno accademico 1946-1947 fu docente di Patologia Medica all'Università di Modena. Dal 1949 al 1952 fu docente a Siena. Dal 1953 assunse l'incarico di professore ordinario, dapprima in Patologia Medica, oin seguito anche di Clinica medica, all'Università di Genova. Fuori ruolo dal 1974, Fieschi fu messo a riposo nel 1979 con il titolo di professore emerito.
Attratto dalla ricerca scientifica, Fieschi fu autore di numerose pubblicazioni in campo ematologico, gastroenterologico, nefrologico e clinico medico.

## Opere
- Grassi e lipoidi della surrenale in gravidanza, in Bollettino della Società medico-chirurgica di Pavia, pp. 1289-1303 (1926)
- Semeiologia del midollo osseo. Studio di morfologia clinica, (1939)
- Le emopatie acute, con Adolfo Ferrata (1940)
- La gastroscopia. Tecnica e semeiologia gastroscopica (1940
- Il midollo osseo dell'anemia perniciosa nella cultura in vitro, in Gastroenterologia, LXX, pp. 171-197, con Giovanni Astaldi (1945)
- Sul comportamento in vitro del tessuto midollare della leucemia linfatica cronica, in Haematologica, XXIX, pp. 25-68 (1946)
- La cultura in vitro del midollo osseo (1946)
- Le malattie dello stomaco e del duodeno (1947)
- La perfusione intestinale con la sonda a tre vie nel trattamento degli stati uremici. Tecnica e primi risultati, in Archivio italiano di urologia, XXIV, pp. 18-29, con Mario Baldini (1950)
- Fisiopatologia e clinica degli stati uremici (1953)
- Manuale di fisiopatologia (1955)
- Le malattie della bocca, della faringe, dello stomaco e del duodeno (1957)
- Terapia medica, con altri autori (1984)